# Sukhbir Singh Gill
Sukhbir Singh Gill (Chandigarh, India; 14 de diciembre de 1975-26 de enero de 2024) fue un jugador de hockey sobre césped indio  que jugó en la posición de centrocampista. Hizo su debut internacional con la selección nacional masculina en 1995 durante el Torneo de Hockey Sultán Azlan Shah en Kuala Lumpur, Malasia. Gill representó a la India en los Juegos Olímpicos de Verano de 2000 en Sídney, Australia, donde el país terminó en séptimo lugar.

## Biografía
Gill nació el 14 de diciembre de 1975 en Chandigarh. Se graduó en la Escuela Pública Shivalik en Chandigarh y posteriormente en el DAV College de la misma ciudad. Durante su estancia en la universidad, representó a la Universidad de Panyab. También representó a Chandigarh en los campeonatos nacionales juveniles. Hizo su debut con la selección nacional masculina de India en la Copa Sultán Azlan Shah de 1995 en Malasia, donde el país emergió como campeón. Jugó como centrocampista. Un obituario en Olympics.com lo llamó «centrocampista astuto».
Representó al equipo nacional masculino de la India en los Juegos Olímpicos de Verano de 2000 en Sídney, la Copa Mundial de Hockey de 2002 en Kuala Lumpur y el Trofeo de Campeones de Hockey de 2002 en Colonia. Fue el primer jugador de hockey del territorio de la unión de Chandigarh en representar al país en los Juegos Olímpicos.
A Gill le diagnosticaron un tumor cerebral en diciembre de 2006, pero después de someterse a una cirugía continuó jugando en torneos, incluida la Premier Hockey League de 2007, representando a los Chandigarh Dynamos. También jugó las siguientes ediciones del torneo con casco protector. Sus compañeros de equipo lo llamaban Thabad (trad. valiente) refiriéndose a su capacidad de recuperación para seguir jugando después de su diagnóstico. Después de su retiro, continuó asociado con el juego, sirviendo como entrenador en una academia de hockey en la escuela pública Shivalik. Trabajó en Bharat Petroleum.
Gill murió el 26 de enero de 2024 en Chandigarh, a la edad de 48 años, 17 años después de que le diagnosticaran por primera vez un tumor cerebral recurrente. Había sido sometido a múltiples cirugías por su tumor cerebral y había entrado en estado de coma unos días antes de su muerte. Estaba casado y tenía dos hijos.

## Logros
- Champions Challenge (1): 2001